# Lijst van jazzfestivals
Dit is een lijst van jazzfestivals naar geografische locatie. De festivals zijn ingedeeld per continent en vervolgens gerangschikt op land en naam.

## Afrika

### Angola
- Luanda International Jazz Festival in Luanda

## Azië

### India
- Indigo Jazz and Blues Festival in Bangalore

### Turkije
- Istanbul International Jazz Festival in Istanboel

## Europa

### Azerbeidzjan
- Baku International Jazz Festival in Bakoe

### België
- Brussels Jazz Weekend (voorheen Brussels Jazz Marathon) in Brussel
- Gent Jazz Festival in Gent
- Golden River City Jazz Festival in Kortrijk
- Jazz Bilzen in Bilzen
- Jazz Middelheim in Antwerpen
- Jazzwood in Holsbeek
- Parkjazz in Kortrijk
- Damme Jazz in Damme
- Jazz Zottegem in Zottegem
- Leuven Jazz in Leuven

### Duitsland
- Berliner Jazztage in Berlijn
- Bingen swingt in Bingen
- Jazzfestival Sankt Ingbert in Sankt Ingbert
- Jazz Ost-West in Neurenberg
- Moers Festival in Moers
- Palatia jazz in de Palts-streek

### Estland
- Jazzkaar in Tallinn

### Finland
- April Jazz in Espoo
- Baltic Jazz in Dalsbruk

### Frankrijk
- Jazz à Vienne in Vienne
- Jazzdor in Straatsburg
- Jazz sous les pommiers in Coutances

### Italië
- Barga Jazz in Barga
- Time in Jazz in Berchidda
- Fano Jazz by the Sea in Fano

### Litouwen
- Vilnius Jazz Festival in Vilnius

### Macedonië
- Skopje Jazz Festival in Skopje

### Nederland
- Amersfoort Jazz in Amersfoort
- Breda Jazz Festival in Breda

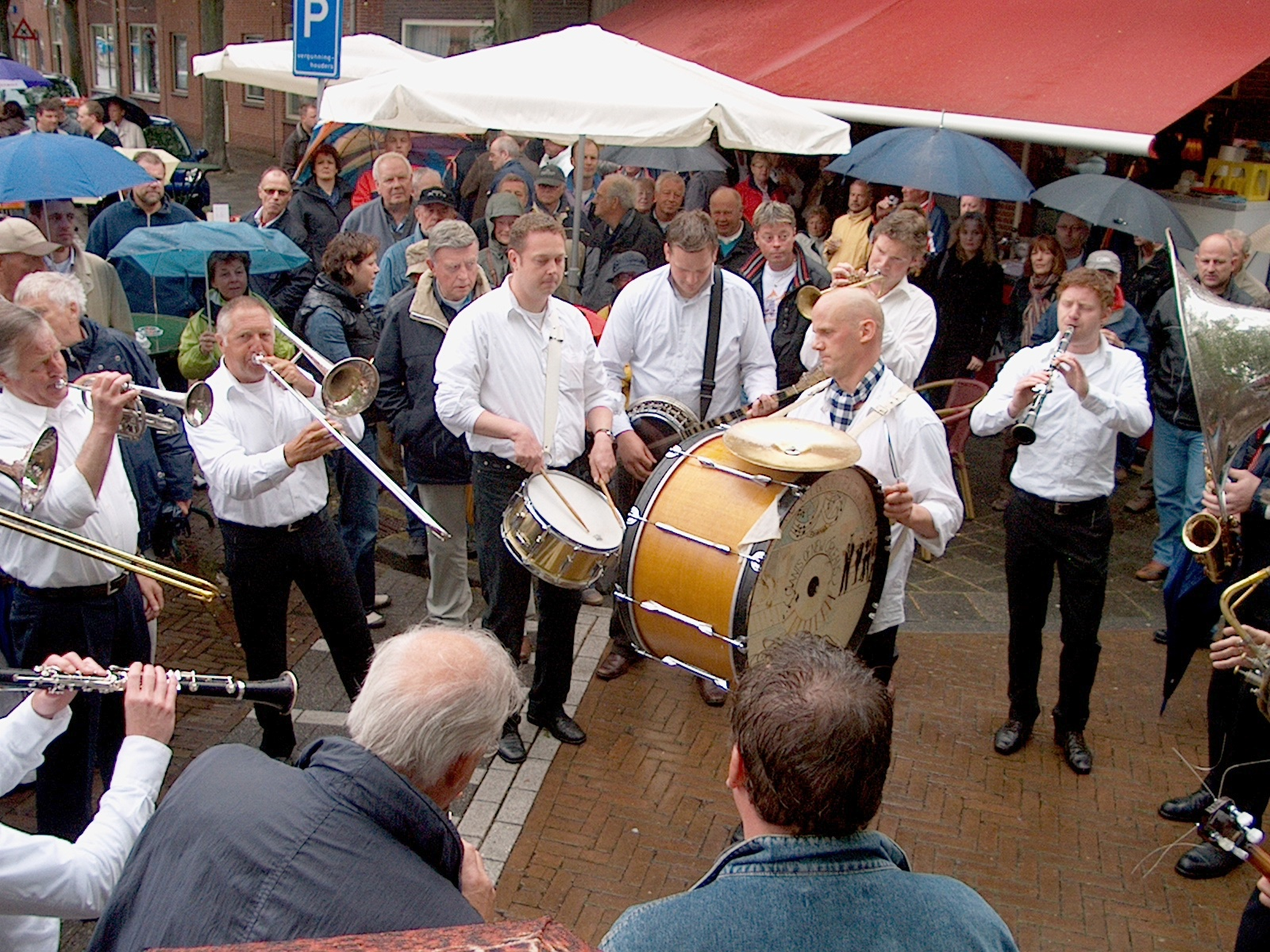
Jazzfestival in Enkhuizen, 2008

- Grols Jazz Vesteval in Groenlo (jazz, blues en bigband)
- IJsseljazz in Gorssel
- Jazz Festival Enkhuizen in Enkhuizen
- Jazz in Duketown in 's-Hertogenbosch
- Jazz in the Woods in Apeldoorn
- Meer Jazz in Hoofddorp
- North Sea Jazz Festival in Rotterdam (voorheen in Den Haag)
- The Hague Jazz in Den Haag
- Zomerjazzfietstour bij Groningen

### Noorwegen
- Kongsberg Jazzfestival in Kongsberg
- Sildajazz in Haugesund

### Polen
- Komeda Jazz Festival in Słupsk

### Spanje
- Internationaal jazzfestival van Barcelona
- Jazzfestival van San Sebastian

### Tsjechië
- International Jazz Festival in Praag

### Zwitserland
- Montreux Jazz Festival in Montreux

## Noord-Amerika

### Canada
- Festival International de Jazz de Montréal in Montreal

### Verenigde Staten
- Berkeley Jazz Festival in Berkeley, Californië
- DC Jazz Festival in Washington
- Jazz in the Woods in Overland Park, Kansas
- Mellon Jazz Festival in Pittsburgh, Pennsylvania
- Monterey Jazz Festival in Monterey, Californië
- Newport Jazz Festival in Newport, Rhode Island
- Park City Jazz Festival in Park City, Utah

## Zuid-Amerika
- Suriname Jazz Festival in Paramaribo